# یک گل بنفش چشمک می‌زند
یک گل بنفش چشمک می‌زند (به تامیلی: Oru Oodhappu Kan Simittugiradhu) و (به انگلیسی: A purple flower winks) فیلمی هندی محصول سال ۱۹۷۶ و به کارگردانی اس. پی موتارامان است. در این فیلم بازیگرانی همچون کمال حسن و سوجاتا ایفای نقش کرده‌اند.